# Аскаров, Ярослав Владимирович
Яросла́в Влади́мирович Аска́ров (род. 16 июня 2002, Омск) — российский хоккеист, вратарь клуба НХЛ «Сан-Хосе Шаркс».

## Клубная карьера
Воспитанник омского «Авангарда». В 11 лет переехал в Санкт-Петербург, в 2015—2018 годах играл за юношескую команду «Бульдоги». В сезоне 2018/19 играл в команде МХЛ «СКА-Варяги».
В сезоне 2019/20 — игрок команды ВХЛ «СКА-Нева». 27 ноября 2019 года в возрасте 17 лет дебютировал в КХЛ в составе СКА, в домашнем матче против «Сочи» (4:2) отразив 23 броска из 25. Он стал вторым самым молодым голкипером, дебютировавшим в КХЛ после Ильи Сорокина из новокузнецкого «Металлурга» в 2013 году.
В сентябре 2020 года был признан лучшим вратарём и лучшим новичком недели при коэффициенте надёжности 0,74.
В ноябре установил рекорд СКА без пропущенных шайб для вратарей моложе 19 лет, побив установленный в 1983 году рекорд Евгения Белошейкина. Серия составила 144 минуты и 41 секунду. Также 18-летний Аскаров улучшил свой личный рекорд более чем на 50 минут: в начале сезона на его счету была серия из 91 минуты и 40 секунд без пропущенных шайб.
После возвращения с молодёжного чемпионата мира отразил 17 из 18 бросков в игре с «Сочи». Вскоре был отправлен в ВХЛ.
В сезоне 2020/21 провёл 9 матчей за СКА при проценте отражённых бросков 95,1 %. Также провёл 6 матчей в ВХЛ за «СКА-Неву», в конце сезона играл в МХЛ за «СКА-1946».
В сезоне 2021/22 провёл шесть матчей за СКА и лишь 9 за «СКА-Неву». В плей-офф провёл только 3 матча, уступив место Дмитрию Николаеву. 91,3 % отражённых в КХЛ и 89,9 % в ВХЛ.
В преддрафтовом рейтинге НХЛ Крэйга Баттона Аскаров котировался шестым, а в рейтинге Sportsnet одиннадцатым.
На драфте НХЛ 2020 года был выбран в 1-м раунде под общим 11-м номером командой «Нэшвилл Предаторз». Это стало лучшим результатом в истории драфтов для голкиперов из России. Предыдущий рекорд принадлежал Андрею Василевскому, которого «Тампа-Бэй» выбрала под общим 19-м номером в 2012 году.
В августе 2021 спортивное издание The Athletic поставило Аскарова на первое место в рейтинге наиболее перспективных вратарей.
3 мая 2022 года подписал пробный контракт до конца сезона с фарм-клубом «Нэшвилла» — «Милуоки Эдмиралс». А уже 16 мая подписал контракт с самими «Предаторз». 12 января 2023 года дебютировал в НХЛ в матче против «Монреаль Канадиенс», став самым молодым вратарём в истории клуба. Оставшийся сезон 2022/23 провёл в составе «Милуоки», с которыми дошёл до полуфинала конференции.
30 декабря 2023 года одержал первую победу в своём втором полном матче в НХЛ, отразив 26 бросков в игре с «Кэпиталз». Окончание сезона и плей-офф за «Милуоки» провёл крайне неудачно, проиграв конкуренцию в воротах более возрастному Трою Гросенику. В первом матче против «Техаса» пропустил 5 шайб и отразил лишь 24 броска из 29, в следующем матче отразил лишь 18 бросков из 21, после чего не выходил в стартовом составе до следующего раунда. В четвёртом матче против «Гранд-Рапидс» и вовсе пропустил 4 шайбы за три с половиной минуты, после чего вновь был заменён Гросеником. Всего процент отражённых бросков за 5 матчей плей-офф составлял лишь 88,2 %. 
По окончании сезона 2023/24 Аскаров сам запросил обмен из «Нэшвилла», отказавшись играть следующий сезон в АХЛ, что потенциально снизило его торговую стоимость. 23 августа 2024 года был обменян из «Нэшвилла» в «Сан-Хосе» вместе с Ноланом Бурком и выбором в 3-м раунде драфта-2025 на пик первого раунда-2025, вратаря Магнуса Хрону и нападающего-проспекта Давида Эдстрёма.

В 2025 году авторитетное спортивное издание The Athletic поставило  Аскарову наивысшую оценку за игру в текущем сезоне за «Сан-Хосе». По мнению журналистов
«Очень представительный Аскаров сыграл всего в семи играх, так как большую часть сезона провёл в АХЛ, но он производит впечатление игрока №1 с процентом отражённых бросков 92,3%. В нём есть что-то шоуменское, и, похоже, он отлично проводит время, будь то успешная игра против Коннора Макдэвида или нейтрализация Никиты Кучерова и Джека Хьюза»

## Карьера в сборной
Бронзовый призёр Кубка Глинки / Гретцки (2018), победитель и лучший вратарь турнира (2019).
Серебряный призёр юниорского чемпионата мира 2019.
Серебряный призёр молодёжного чемпионата мира 2020.
На Кубке Карьяла 6 ноября 2020 года в возрасте 18 лет, 4 месяцев и 20 дней стал самым молодым вратарем-дебютантом в составе сборной России, превзойдя достижение Андрея Василевского. На следующие день он стал самым молодым вратарём в истории сборной, одержавшим победу по буллитам. Был признан лучшим вратарём турнира, пропустив три шайбы в трёх матчах.
В контрольном матче с Канадой перед МЧМ-2021 был признан лучшим игроком сборной, отразив все 22 броска. На турнире сборная России заняла четвёртое место, а процент отражённых бросков Аскарова составил 91,4 %. Во время матча со сборной Канады (0:5) несколько раз потерял клюшку, что породило множество шуток и интернет-мемов. Так, в твиттере был создан аккаунт клюшки Аскарова. В общей сумме вратарь потерял клюшку на турнире 15 раз, из которых в пяти его команда пропустила. Позже сам Аскаров пошутил над собой, купив суперклей. Но несмотря на неудачную игру, вместе с Семёном Чистяковым и Василием Подколзиным был назван лучшими игроками сборной.
После турнира был включён в список главных разочарований чемпионата по версии скаутов НХЛ.
На молодёжном чемпионате мира 2022 провёл два неудачных периода в матче против Швеции, где пропустил гол с первого же броска и отразил лишь 13 бросков из 16, после чего был заменён.

## Личная жизнь
В июне 2021 года женился, супругу зовут Александра.

## Статистика

### В сборной
| Год   | Сборная       | Турнир | Место |    | И  | В | П | ОТ   | Мин | ПШ | И"0" | КН    | %ОБ |
| ----- | ------------- | ------ | ----- | -- | -- | - | - | ---- | --- | -- | ---- | ----- | --- |
| 2018  | Россия (юн.)  | КГГ    | 3     | 5  | 4  | 1 | 0 | 299  | 11  | 1  | 2,21 | 0,921 |     |
| 2018  | Россия (юн.)  | МКВ    | 1     | 5  | 5  | 0 | 0 | 300  | 7   | 2  | 1,40 | 0,948 |     |
| 2019  | Россия (юн.)  | ЮЧМ    | 2     | 6  | 2  | 3 | 0 | 364  | 14  | 1  | 2,31 | 0,916 |     |
| 2019  | Россия (юн.)  | КГГ    | 1     | 4  | 4  | 0 | 0 | 240  | 5   | 1  | 1,25 | 0,960 |     |
| 2020  | Россия (мол.) | МЧМ    | 2     | 5  | 2  | 1 | 0 | 221  | 10  | 0  | 2,71 | 0,877 |     |
| 2021  | Россия (мол.) | МЧМ    | 4-е   | 6  | 3  | 3 | 0 | 360  | 15  | 0  | 2,50 | 0,914 |     |
| Всего | Всего         | Всего  | Всего | 31 | 20 | 8 | 0 | 1784 | 62  | 5  | 2,36 | 0,922 |     |